# Galapagoleon darwini
Galapagoleon darwini är en insektsart som först beskrevs av Stange 1969.  Galapagoleon darwini ingår i släktet Galapagoleon och familjen myrlejonsländor. Inga underarter finns listade i Catalogue of Life.